# توت العرعر

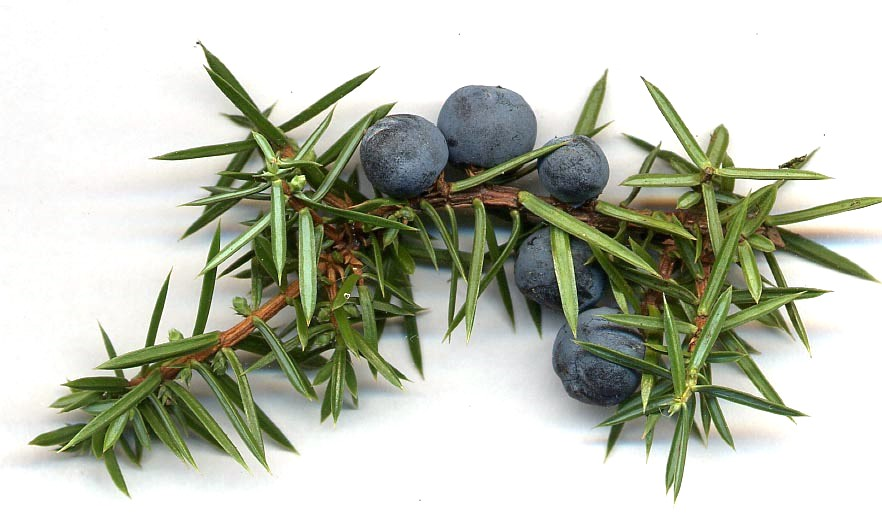
توت العرعر الذي لا يزال مرتبطًا بفرع عبارة عن مخاريط صنوبرية معدلة.

توت العرعر (بالإنجليزية: Juniper berry)‏ هو مخروط البذرة الأنثوية التي تنتجها أنواع مختلفة من العرعر. إنه ليس توتًا حقيقيًا ولكنه مخروط ذو قشور سميكة ومندمجة بشكل غير عادي، مما يمنحه مظهرًا يشبه التوت. المخاريط الصنوبرية لها الكثير من الأنواع، وخاصة عرعر شائع، تستخدم كتوابل لا سيما في المطبخ الأوروبي، كما أنها تعطي الجن نكهة مميزة. قد يكون توت العرعر هو التوابل الوحيدة المشتقة من المخروطيات.

## التاريخ

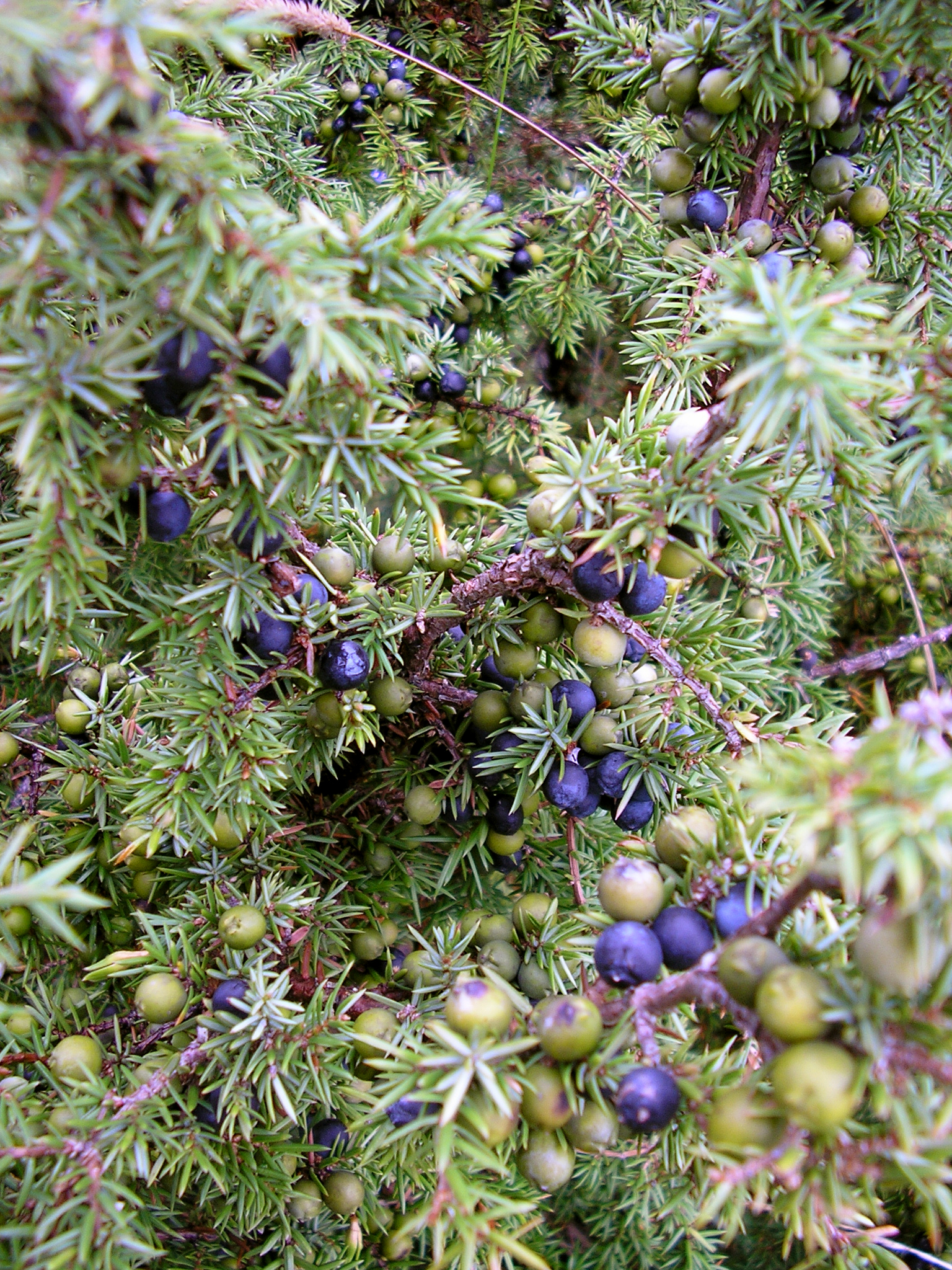
يمكن رؤية توت العرعر البنفسجي الناضج والأصغر سنا وهو ينمو جنبًا إلى جنب في نفس النبات.

تم العثور على توت العرعر في المقابر المصرية القديمة في مواقع متعددة، بما في ذلك عرعر فينيقي وعرعر سوري. من غير المعروف أن نبات عرعر سوري ينمو في مصر، وكذلك عرعر متعالي الذي تم العثور عليه مع عرعر شربيني في مقبرة توت عنخ آمون. قد يكون التوت المستورد إلى مصر قد جاء من اليونان؛ سجل الإغريق استخدام توت العرعر كدواء قبل وقت طويل من ذكر استخدامها في الطعام. استخدم الإغريق التوت في العديد من أحداثهم الأولمبية لاعتقادهم أن التوت يزيد من القدرة على التحمل البدني لدى الرياضيين. استخدم الرومان توت العرعر كبديل رخيص الثمن محليًا للفلفل الأسود الغالي والفلفل الطويل المستورد من الهند. كما تم استخدامه كغش، كما ورد في التاريخ الطبيعي لبليني الأكبر: «الفلفل مغشوش بتوت العرعر، الذي له خاصية بدرجة رائعة في افتراض نفاذة الفلفل» كما أكد بليني بشكل خاطئ أن الفلفل الأسود ينمو على أشجار «تشبه إلى حد بعيد نبات العرعر لدينا».

## الخصائص

### المحيط
جميع أنواع العرعر تثمر التوت، لكن بعضها يعتبر مرًا جدًا وغير صالح للأكل. تشمل الأنواع الأخرى الصالحة للأكل مثل عرعر سوري، عرعر فينيقي، عرعر ديبينا وعرعر كاليفورنيا. لكن توت بعض الأنواع من العرعر مثل الأبهل سامة ولا ينصح باستهلاكها.

### مميزات
يتفاوت قطر العرعر المشترك من أربعة إلى اثني عشر ملليمترًا، الأنواع الأخرى هي في الغالب متشابهة في الحجم على الرغم من أن بعضها أكبر. على عكس المقاييس المنفصلة والخشبية لمخروط الصنوبر النموذجي، تظل تلك الموجودة في توت العرعر سمينًا وتندمج في غطاء موحد يحيط بالبذور. يكون التوت أخضر عندما يكون صغيرًا، وينضج إلى اللون الأرجواني–الأسود على مدار 18 شهرًا تقريبًا في معظم الأنواع (أقصر، 8–10 أشهر في عدد قليل من الأنواع، وحوالي 24 شهرًا بالنسبة لعرعر دروباسيا). عادةً ما يتم استخدام التوت الناضج والداكن في المطبخ، ولكن ليس حصريًا، بينما يتم تنكهة الجن بالتوت الأخضر الكامل النمو ولكنه غير الناضج.

## الاستخدامات
يهيمن بينين (بالإنجليزية: pinene)‏ على نكهة التوت الأخضر الصغير. عندما تنضج هذه الخلفية الصنوبرية والراتنجية ينضم إليها ما يصفه هارولد ماكجي بأنه «أخضر طازج» وحمضيات. المقاييس الخارجية للتوت عديمة النكهة نسبيًا، لذلك يتم سحق التوت دائمًا على الأقل قليلاً قبل استخدامه كتوابل. يتم استخدامها طازجة ومجففة، ولكن نكهتها ورائحتها تكون في أقوى حالاتها بعد الحصاد مباشرة وتنخفض أثناء التجفيف والتخزين. يستخدم توت العرعر في شمال أوروبا وخاصة المطبخ الاسكندنافي «لإضفاء نكهة حادة وواضحة» على أطباق اللحوم، وخاصة الطيور البرية (بما في ذلك طائر السمنة، طائر الشحرور، والطيور الخشبية) ولحوم الطرائد (بما في ذلك الخنازير البرية ولحم غزال). كما يقومون بتتبيل أطباق لحم الخنزير والملفوف ومخلل الملفوف. تشمل الوصفات التقليدية لمخلل الملفوف، وهو طبق ألزاسي من مخلل الملفوف واللحوم، توت العرعر. إلى جانب الأطباق النرويجية والسويدية، يستخدم توت العرعر أيضًا في بعض الأحيان في المأكولات الألمانية والنمساوية والتشيكية والبولندية والمجرية، وغالبًا مع المشاوي (مثل طبق سويربراتن الألماني). يشمل أيضا المطبخ الإيطالي الشمالي خاصةً مقاطعة بولسانو.

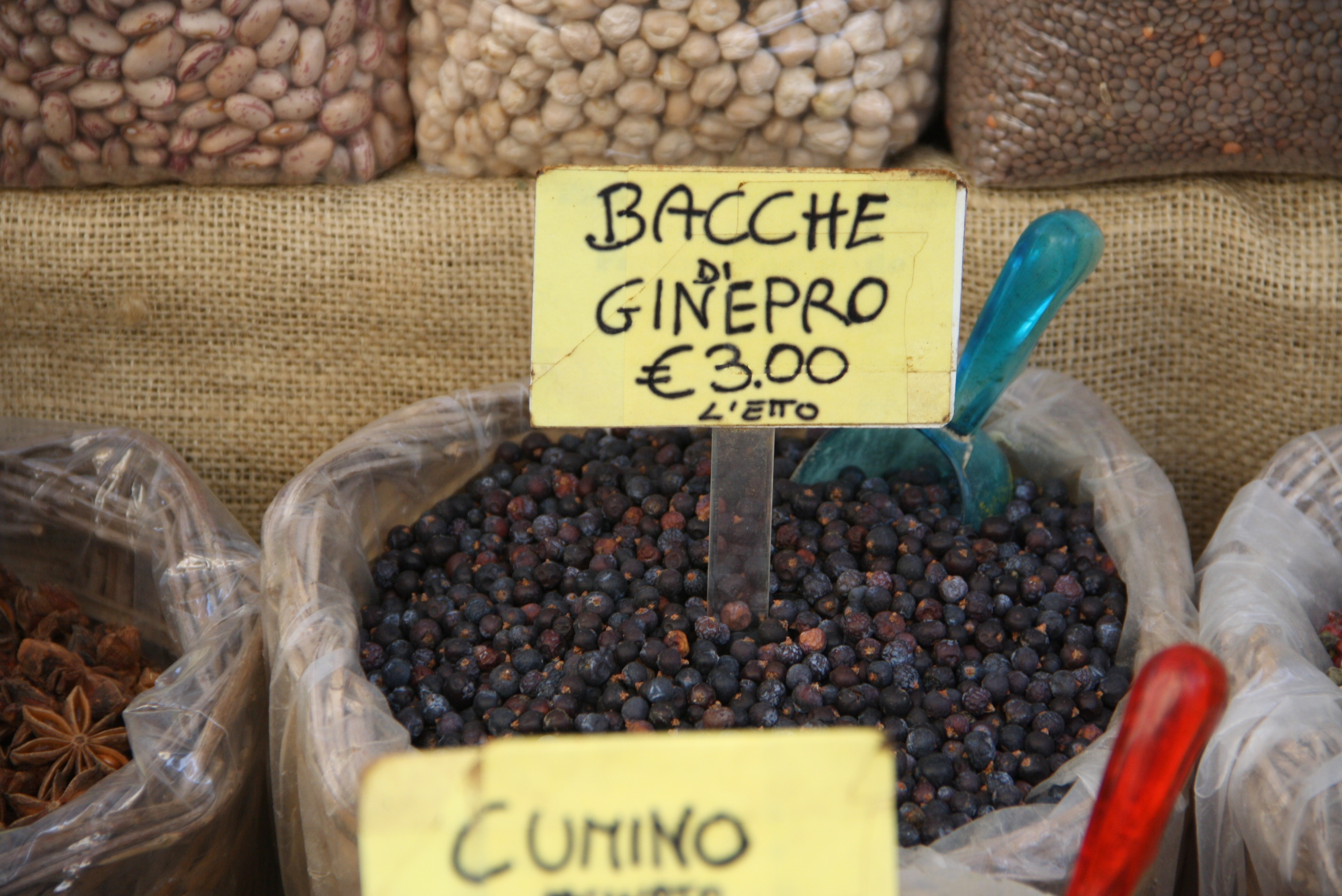
توت العرعر المجفف، معروض في سوق في سرقوسة، صقلية

يستخدم العرعر لتنكهة الجن، وهو مشروب تم تطويره في القرن السابع عشر في هولندا. اسم الجن نفسه مشتق إما من كلمة (Genièvre) الفرنسية أو كلمة (Jenever) الهولندية، وكلاهما تعني «العرعر». تشمل المشروبات الأخرى بنكهة عرعر الجعة الجاودار وشيلم مزروع الفنلندية، المنكهة بكل من توت العرعر والفروع. مشروب آخر مصنوع من التوت هو جاليموست (بالإنجليزية: Julmust)‏، وهو مشروب غازي مصنوع في السويد يباع بشكل أساسي خلال عيد الميلاد. تنتجه العلامة التجارية دري صودا (بالإنجليزية: Dry Soda)‏ كجزء من تشكيلة منتجاتها.
في الآونة الأخيرة بدأت بعض مصانع التقطير الأمريكية في استخدام أنواع مختلفة من العرعر مثل عرعر أوكسيدنتاليس. ينتج عدد قليل من أنواع العرعر في أمريكا الشمالية بذرة مخروطية بنكهة أكثر حلاوة وأقل صمغية من تلك التي تستخدم عادةً كتوابل. على سبيل المثال، يصف أحد المرشدين الميدانيين عرعر كاليفورنيا بأنه «جاف، دقيق، ليفي ولكنه حلو وبدون خلايا صمغية». تم استخدام هذه الأنواع ليس فقط كتوابل ولكن كغذاء من قبل بعض الأمريكيين الأصليين. بالإضافة إلى الأغراض الطبية والطهي، استخدم الأمريكيون الأصليون البذور الموجودة داخل توت العرعر كخرز للمجوهرات والديكور. بما في ذلك زيت أساسي مستخرج من توت العرعر يستخدم في العلاج بالروائح والعطور.

## الآثار الصحية
على الرغم من تصنيفها على أنها آمنة بشكل عام في الولايات المتحدة، إلا أن توت العرعر قد يكون له آثار جانبية مختلفة لم يتم اختبارها على نطاق واسع في التجارب السريرية. بسبب زيادة خطر الإجهاض، حتى في الجرعات الصغيرة، قد يؤثر تناول توت العرعر على النساء الحوامل أو المرضعات والأشخاص الذين يعانون من مرض السكري أو اضطرابات النزيف أو بعد الجراحة. في الطب التقليدي، تم استخدام العرعر لتحديد النسل للإناث.